# Janez Evangelist Krek
Janez Evangelist Krek, slovenski politik, sociolog, pisatelj, teolog, publicist in časnikar, * 27. november 1865, Sveti Gregor, † 8. oktober 1917, Šentjanž pri Sevnici.

## Življenjepis
Rodil se je očetu učitelju Valentinu in materi Mariji (rojena Štupica). Krek je leta 1884 v Ljubljani maturiral na Prvi državni gimnaziji. Po maturi je vstopil v ljubljansko bogoslovje. Leta 1888 je bil posvečen v duhovnika.  Po posvetitvi ga je ljubljanski škof Jakob Missia poslal na višji teološki študij na Dunaj. Tu se je temeljito seznanil z mladim krščanskosocialnim gibanjem in se hkrati še izpopolnjeval v znanju tujih jezikov. Leta 1892 je končal študij z doktorsko tezo De spiritu et charactere s. Pauli apostoli. Po končanem študiju je za kratek čas opravljal službo kaplana v Ribnici, že avgusta istega leta pa je postal stolni vikar v Ljubljani in od 1892 poučeval filozofijo kot prosti docent na ljubljanskem bogoslovju. Leta 1895 je tam zasedel novo ustanovljeno stolico za fundamentalno teologijo in tomistično filozofijo, ki jo je zasedal vse do upokojitve leta 1916.
Za državnozborskega poslanca je bil prvič izvoljen leta 1897, vendar ga delo v dunajskem parlamentu ni zadovoljilo, zato je oktobra 1900 odklonil ponovno kanditaturo, saj je menil, da je delo v domovini bolj potrebno. Leta 1901 je bil izvoljen v kranjski deželni zbor, katerega član je ostal po ponovnih izvolitvah 1908 in 1913 vse do smrti.

## Literarno delo
Krek je bil nadarjen za pisanje in znanstveno delo, tako da bi lahko pridobil ugledno mesto v slovenski literarni in znanstveni srenji. Toda takšno kabinetno delo ni prijalo njegovi naravi. Bil je profesor v ljubljanskem bogoslovju, in to dober profesor, kakor so priznali vsi njegovi učenci. Pisal je razlago svetega pisma (znane zgodbe svetega pisma, ki jih je za Mohorjevo družbo začel pisati Frančišek Lampe). 
Napisal je okoli 6.000 časopisnih člankov, knjigo Črne bukve kmečkega stanu (1895) in okoli 600 strani obsegajoče delo Socializem (1901). Toda Kreku ni šlo za to, da množi število slovenskih knjig in prosvetnih brošur, temveč da pove svojo misel o perečih nravnih, družbenih in narodnih vprašanjih ter pokaže pot k izboljšanju.

## Izbrana bibliografija
- Črne bukve kmečkega stanu. V Ljubljani: samozal., 1895. (COBISS)
- Socijalizem. V Ljubljani: Slovenska krščansko-socialna zveza, 1901. (COBISS)
- Izbrani spisi. Zv. 1, Mlada leta. V Ljubljani : Društvo Dr. Janez Ev. Krek, 1923. (COBISS)
- Izbrani spisi. Zv. 2, Prvih pet let javnega dela. Prevalje: Družba sv. Mohorja, 1927-1929. (COBISS)
- Izbrani spisi. Zv. 3, Socializem. V Ljubljani: Jugoslovanska tiskarna, 1925. (COBISS)
- Izbrani spisi. Zv. 4, Prvikrat v državnem zboru. V Celju: Družba sv. Mohorja, 1933. (COBISS)
- Izbrani spisi. Zv. 5, Življenje in delo v letih 1900 do 1907. Celje: Mohorjeva družba, 1993. (COBISS)

### Dramska dela
- Turški križ. Tri sestre. V Selcih: Katoliško slov. izobraževalno društvo, 1910. (COBISS)
- Sveta Lucija. V Dražgošah: Izobraževalno društvo, 1913. (COBISS)
- Ob vojski. V Ljubljani: Katoliška bukvarna, 1918. (COBISS)
- Cigan - Čarovnik. V Ljubljani: Družba sv. Mohorja, 1927. (COBISS)
- Sv. Ciril in Metod stopita na slovansko zemljo. V Ljubljani: Družba sv. Mohorja, 1927. (COBISS)